# 新世界中國地產
新世界中國地産有限公司（英文：New World China Land），简称「新世界中國地産」，爲香港上市公司新世界發展有限公司(香港股份代號：00017)旗下內地物業旗艦，是內地最具規模的房地産發展商之一。作為最早進入中國內地房地產的香港公司之一，新世界中國地産秉承可持續發展之城市社區建設願景，發展各類優質住宅社區、大型綜合商業地標、商場、寫字樓及酒店，業務多元化。
2011年6月18日，新世界中國地產旗下間接全資附屬新世界酒店管理以代價2.295億美元(約17.9億港元)，向Hotel Value Fund L.P.及瑰丽酒店和度假村有限公司收購管理公司全部成員權益。瑰丽酒店和度假村公司於8個國家管理共19所物業。
2011年7月31日，新世界中國地產旗下間接全資附屬新世界酒店管理斥資5.7億美元（約44.46億港元）向瑰丽酒店集团及Maritz, Wolff & Co.合共購入5間位於美國的豪華酒店。
2013年12月15日，新世界中國地產旗下間接全資附屬新世界酒店管理，斥資1,353.6萬歐元（約1.44億港元）向控股公司周大福企業購入PHHL集團（主要在歐洲從事酒店管理業務）PHHL主要資產為德國成立的PHGG，以「Penta」品牌於歐洲管理24間酒店。
2016年8月4日，新世界中國地產撤銷其於香港聯交所之上市地位。
2020年1月27日，新世界中国地产有限公司宣布捐款1000万元，成为首家捐资抗击疫情港企。1月28日，郑家纯副主席旗下K11集团宣布成立武汉抗疫专项基金，总金额为500万元人民币，基金将用于购买医疗用品给武汉协和医院，并捐款给武汉同济医院。同时，基金会已紧急运送两批合计20万个外科口罩前往武汉。
2021年1月13日，新世界發展宣布將新世界中國總部從香港遷至廣州。

## 發展項目
- 廣州周大福金融中心
- 天津周大福金融中心
- 上海K11大廈
- 武漢新世界國貿大廈